# القاسمی
القاسمی، آل قاسمی یا خاندان القاسمی (به عربی: القواسم) از قبایل عرب منطقهٔ خلیج فارس می‌باشد، که از اوایل قرن هجدهم میلادی، به تدریج بر بیشتر سواحل شرقی خلیج فارس و بخش‌هایی از ساحل جنوبی دریای عمان مسلط شدند و تا اواخر قرن ۱۹ میلادی، بر بندر لنگه، جزایر قشم و ابوموسی حکمرانی کردند. خاندان القاسمی در قرن ۱۸ میلادی به رهبری رحمة بن مطر القاسمی، از منطقهٔ نجد در شبه‌جزیرهٔ عربستان به منطقهٔ رأس الخیمه مهاجرت کردند. ریشه نام قشم برگرفته از نام خاندان قاسمی به دلیل حاکمیت  بر جزیره قشم داشتند  خاندان القاسمی هم‌اکنون بر دو امارت (امیرنشین) رأس الخیمه و شارجه، در امارات متحدهٔ عربی حکومت می‌کنند.